# Mistrovství světa v cyklokrosu 2013
Mistrovství světa v cyklokrosu 2013 se konalo 2. února 2013 v městě Louisville v Kentucky v USA. Bylo to první mistrovství světa, které se konalo mimo Evropu. Stejně jako v předchozích letech se závodilo ve čtyřech kategoriích, které měly být podle původního plánu rozloženy do dvou dnů. Kvůli stoupající hladině okolních řek a hrozícím záplavám hrozilo zrušení celé akce. Organizátorům se nakonec pomocí dočasných bariér podařilo zastavit stoupající vodu alespoň tak, aby se mohl uskutečnit sobotní program a všechny závody se jely v jeden den.

## Medailové pořadí zemí
| Pořadí | Země                   | Zlato | Stříbro | Bronz | Celkem |
| 1      | Nizozemsko             | 3     | 1       | 1     | 5      |
| 2      | Belgie                 | 1     | 2       | 1     | 4      |
| 3      | Spojené státy americké | 0     | 1       | 0     | 1      |
| 4      | Česko                  | 0     | 0       | 1     | 1      |
| 4      | Francie                | 0     | 0       | 1     | 1      |
| Celkem | Celkem                 | 4     | 4       | 4     | 12     |

## Junioři
(2. února 2013 v 9:45)
| Pos.             | Cyklista             | Čas       |
| ---------------- | -------------------- | --------- |
| Zlatá medaile    | Mathieu van der Poel | 0:40:47   |
| Stříbrná medaile | Martijn Budding      | + 0:00:57 |
| Bronzová medaile | Adam Ťoupalík        | + 0:01:19 |
| 15.              | Karel Pokorný        | + 0:03:20 |
| 24.              | Jan Vastl            | + 0:04:38 |

## Elite Ženy
(2. února 2013 v 11:00)
| Pos.             | Cyklista            | Čas       |
| ---------------- | ------------------- | --------- |
| Zlatá medaile    | Marianne Vosová     | 0:43:00   |
| Stříbrná medaile | Katherine Compton   | + 0:01:34 |
| Bronzová medaile | Lucie Chainel       | + 0:02:10 |
| 4.               | Kateřina Nash       | + 0:02:12 |
| 20.              | Pavla Havlíková     | + 0:04:46 |
| 29.              | Martina Mikulášková | -         |

## Muži do 23 let
(2. února 2013 v 12:30)
| Pos.             | Cyklista       | Čas       |
| ---------------- | -------------- | --------- |
| Zlatá medaile    | Mike Teunissen | 0:48:40   |
| Stříbrná medaile | Wietse Bosmans | + 0:00:14 |
| Bronzová medaile | Wout van Aert  | + 0:00:22 |
| 17.              | Vojtěch Nipl   | + 0:02:16 |
| 18.              | Jakub Skála    | + 0:02:37 |
| 24.              | Michael Boroš  | +0:03:33  |
| 28.              | Tomáš Paprstka | +0:04:07  |

## Elite Muži
(2. února 2013 v 14:30)
| Pos.             | Cyklista            | Čas       |
| ---------------- | ------------------- | --------- |
| Zlatá medaile    | Sven Nys            | 1:05:35   |
| Stříbrná medaile | Klaas Vantornout    | + 0:00:02 |
| Bronzová medaile | Lars Van Der Haar   | + 0:00:25 |
| 7.               | Radomír Šimůnek ml. | + 0:01:15 |
| 10.              | Martin Bína         | + 0:01:41 |